# Salem Al-Ajalin
Salem Al-Ajalin (arab. محمد غسان الباشا; ur. 18 lutego 1988 w Ammanie) – jordański piłkarz grający na pozycji środkowego obrońcy. Od 2015 jest zawodnikiem klubu Al-Faisaly Amman. Srebrny medalista Pucharu Azji 2023.

## Kariera piłkarska
Swoją karierę piłkarską Al-Ajalin rozpoczął w klubie Al-Jazeera Amman, w którym w 2007 roku zadebiutował w pierwszej lidze jordańskiej. W sezonie 2013/2014 grał w Mansheyat Bani Hasan, a w sezonie 2014/2015 w Al-Ahli Amman. W 2015 przeszedł do Al-Faisaly Amman. W sezonie 2015/2016 został z nim wicemistrzem Jordanii, a w sezonie 2016/2017 sięgnął po dublet - mistrzostwo i Puchar Jordanii.

## Kariera reprezentacyjna
W reprezentacji Jordanii Al-Ajalin zadebiutował 25 lutego 2010 w przegranym 0:2 towarzyskim meczu z Azerbejdżanem. W 2019 roku został powołany do kadry na Puchar Azji. Zagrał także na Pucharze Azji 2023, gdzie wraz z drużyną zdobył srebrny medal.